# ウィロビー検査官
ウィロビー検査官（英: Inspector Willoughby）は、ウォルター・ランツが制作したカートゥーンキャラクターで、ランツのオフィスが入っていたビル（スワード・ストリート861番地）の横を通るハリウッド通りにちなんで名付けられた。1960年から1965年にかけて12本のアニメが制作された。『ウッディー・ウッドペッカー・ショー』では、ウッディー・ウッドペッカー、チリー・ウィリー、アンディ・パンダと並んで、彼のアニメがよく放映された。

## 歴史
ウィロビーは、垂れ目、特徴的な口髭、饒舌な声のシークレット・エージェントである。謎を解き、犯罪と戦った。声も体格も、テックス・アヴェリーのドルーピーによく似ている。仕事中、彼は常に悪人を追いかけ、最後は刑務所に入れる。小柄な身長にもかかわらず、自分の2倍の大きさの男性を拘束したり、印象的な柔道の技を使ったりすることができる。彼のファーストネームがスチュアートであることは、短編アニメ『Mississippi Slow Boat』で明かされている。
ウィロビーは、諜報活動以外にも、不登校対応の役員、男性看護師、パーク・レンジャーなどの仕事をしていた。それらの仕事をしている親戚がいるのではないかと推測されている。ウィロビーが初めて登場するのは、『Salmon Yeggs』（1958年）の缶詰工場の警備員である。類似したキャラクターは『The Clip Joint』『Billion Dollar Boner』『Hunger Strife』にも登場しているが、ウィロビーという設定ではなかった。

## 登場作品
- Hunger Strife（1960年10月5日）
- Rough and Tumbleweed（1961年1月31日）[3]
- Eggnapper（1961年2月14日）
- Mississippi Slow Boat（1961年7月）
- The Case of the Red-Eyed Ruby（1961年11月28日）
- Phoney Express（1962年5月15日）
- Hyde and Sneak（1962年7月24日）
- Coming Out Party（1963年2月）
- Case of the Cold Storage Yegg（1963年3月）
- Hi-Seas Hi-Jacker（1963年5月）
- The Case of the Maltese Chicken（1964年2月4日）
- The Case of the Elephant's Trunk（1965年1月1日）

その他にもウィロビーは、『ニュー・ウッディー・ウッドペッカー・ショー』のエピソードに登場し、モーリス・ラマーシュが声を担当した。